# Deinopa hiaraka
Deinopa hiaraka är en fjärilsart som beskrevs av Pierre E.L. Viette 1972. Deinopa hiaraka ingår i släktet Deinopa och familjen nattflyn. Inga underarter finns listade i Catalogue of Life.